# سیارک ۲۳۱۶۶۶
سیارک ۲۳۱۶۶۶ (به انگلیسی: 231666 Aisymnos، نامگذاری:1960SX)۲۳۱۶۶۶مین سیارک کشف شده‌است که در ۲۴ سپتامبر ۱۹۶۰ کشف شد.